# Liga Nacional de Futsal de 2017
A Liga Nacional de Futsal de 2017 (ou ainda LNF 2017) será a 22ª edição da competição, que é a principal entre clubes do futsal profissional brasileiro, desde sua criação em 1996.
O Corinthians de São Paulo entrou na temporada como campeão de 2016, já o Pato Futsal de Pato Branco,e Joaçaba são os estreantes e 2017 marca a volta do Foz Cataratas a Liga,após um afastamento de seis anos

## Fórmula de Disputa

### Primeira Fase
Na Primeira Fase da LNF 2017, os clubes jogam entre si em turno único. Os 16 melhores classificam-se direto para as oitavas de final, a fase de mata-mata do torneio.

### Segunda Fase

#### Oitavas de Final
Os 16 clubes classificados, iniciam as oitavas de final em formato de mata-mata em duas partidas, em caso de vitórias alternadas ou dois empates, a decisão irá para a prorrogação e pênaltis.

#### Quartas de Final
Restando 8 clubes classificados, iniciam-se as quartas de final, em duas partidas eliminatórias, em caso de vitórias alternadas ou dois empates, a decisão irá para a prorrogação e pênaltis.

#### Semifinal
Os 4 semifinalistas, jogam em duas partidas eliminatórias para definir os finalistas da temporada, em caso de vitórias alternadas ou dois empates, a decisão irá para a prorrogação e pênaltis.

#### Final
Os dois finalistas, jogam em duas partidas eliminatórias para definir o grande campeão da temporada 2016 da LNF, em caso de vitórias alternadas ou dois empates, a decisão irá para a prorrogação e pênaltis.

## Participantes
Um total de 19 franquias disputam a Liga Nacional de Futsal na temporada 2017, 15 delas são remanescentes da temporada 2016, havendo apenas três estreantes o paranaense Pato Futsal e o catarinense Joaçaba, além do retorno do Foz Cataratas Futsal de Foz do Iguaçu
| Equipe         | Cidade                   | Estado | Em 2016 | Ginásio (mando)              | Capacidade | Títulos                           |
| -------------- | ------------------------ | ------ | ------- | ---------------------------- | ---------- | --------------------------------- |
| Assoeva        | Venâncio Aires           | RS     | 4º      | Parque do Chimarrão          | 5 000      | 0 (não possui)                    |
| Atlântico      | Erechim                  | RS     | 7º      | Ginásio do CER Atlântico     | 3 500      | 0 (não possui)                    |
| Carlos Barbosa | Carlos Barbosa           | RS     | 10º     | Sérgio Luiz Guerra           | 5 000      | 5 (2001, 2004, 2006, 2009 e 2015) |
| Concórdia      | Concórdia                | SC     | 9º      | Centro de Eventos Concórdia  | 2 800      | 0 (não possui)                    |
| Copagril       | Marechal Cândido Rondon  | PR     | 4º      | Ney Braga                    | 5 200      | 0 (não possui)                    |
| Corinthians    | São Paulo                | SP     | 1º      | Parque São Jorge             | 6 834      | 1 (2016)                          |
| Foz Cataratas  | Foz do Iguaçu            | PR     | N/A     | Ginásio Costa Cavalcanti     | 1 200      | 0 (não possui)                    |
| Guarapuava     | Guarapuava               | PR     | 11º     | Joaquim Prestes              | 2 200      | 0 (não possui)                    |
| Intelli        | São Sebastião do Paraíso | MG     | 5º      | Arena Olímpica João Mambrini | 3 500      | 2 (2012, 2013)                    |
| Jaraguá        | Jaraguá do Sul           | SC     | 10º     | Arena Jaraguá                | 8 500      | 4 (2005, 2007, 2008, 2010)        |
| Joaçaba        | Joaçaba                  | SC     | N/A     | Centro de Eventos da UNOESC  | 2 800      | 0 (não possui)                    |
| Joinville      | Joinville                | SC     | 6º      | Centreventos Cau Hansen      | 4 000      | 0 (não possui)                    |
| Magnus         | Sorocaba                 | SP     | 2º      | Arena Sorocaba               | 4 000      | 1 (2014)                          |
| Marreco        | Francisco Beltrão        | PR     | 9º      | Arrudão                      | 2 600      | 0 (não possui)                    |
| Minas          | Belo Horizonte           | MG     | 19º     | Arena Vivo                   | 3 600      | 0 (não possui)                    |
| Pato Futsal    | Pato Branco              | PR     | N/A     | Dolivar Lavarda              | 1 600      | 0 (não possui)                    |
| Tubarão        | Tubarão                  | SC     | 20º     | Salgadão                     | 600        | 0 (não possui)                    |

## Primeira Fase

### Classificação
|  | Classificados para às Oitavas de Final |
|  | Eliminado                              |

| Pos | Times          | Pts | J  | V | E  | D  | GP | GC | SG  | IT   |
| --- | -------------- | --- | -- | - | -- | -- | -- | -- | --- | ---- |
| 1   | Magnus         | 31  | 16 | 9 | 4  | 3  | 65 | 42 | 23  | 1.94 |
| 2   | Joinville      | 30  | 16 | 8 | 6  | 2  | 53 | 42 | 11  | 1.88 |
| 3   | Carlos Barbosa | 28  | 16 | 8 | 4  | 4  | 46 | 33 | 13  | 1.75 |
| 4   | Corinthians    | 28  | 16 | 7 | 7  | 2  | 37 | 27 | 10  | 1.75 |
| 5   | Jaraguá        | 26  | 16 | 7 | 5  | 4  | 40 | 37 | 3   | 1.63 |
| 6   | Pato Futsal    | 24  | 16 | 7 | 3  | 6  | 51 | 46 | 5   | 1.50 |
| 7   | Atlântico      | 24  | 16 | 6 | 6  | 4  | 36 | 36 | 0   | 1.50 |
| 8   | Assoeva        | 23  | 16 | 6 | 5  | 5  | 43 | 42 | 1   | 1.44 |
| 9   | Copagril       | 23  | 16 | 6 | 5  | 5  | 36 | 40 | -4  | 1.44 |
| 10  | Joaçaba        | 22  | 16 | 6 | 4  | 6  | 33 | 35 | -2  | 1.38 |
| 11  | Foz Cataratas  | 22  | 16 | 6 | 4  | 6  | 34 | 41 | -7  | 1.38 |
| 12  | Marreco        | 22  | 16 | 4 | 10 | 2  | 37 | 34 | 3   | 1.38 |
| 13  | Intelli        | 18  | 16 | 5 | 3  | 8  | 44 | 43 | 1   | 1.13 |
| 14  | Minas          | 17  | 16 | 4 | 5  | 7  | 39 | 46 | -7  | 1.06 |
| 15  | Concórdia      | 12  | 16 | 3 | 3  | 10 | 29 | 38 | -9  | 0.75 |
| 16  | Tubarão        | 12  | 16 | 3 | 3  | 10 | 28 | 44 | -16 | 0.75 |
| 17  | Guarapuava     | 7   | 16 | 2 | 1  | 13 | 34 | 59 | -25 | 0.44 |

### Confrontos
|               | ASS | ATL | ACB | CON | COP | COR | FOZ | GUA | INT | JAR | JOA | JOI | MAG | MAR | MIN | PAT | TUB |
| ------------- | --- | --- | --- | --- | --- | --- | --- | --- | --- | --- | --- | --- | --- | --- | --- | --- | --- |
| Assoeva       | —   | 2-2 | 2-4 | 3-1 | °   | 1-2 | °   | °   | 8-6 | °   | 2-0 | °   | °   | °   | 4-1 | 2-6 | °   |
| Atlântico     | °   | —   | 3-2 | °   | °   | 2-1 | 1-1 | °   | °   | 3-1 | °   | 4-4 | 2-4 | 1-2 | °   | 2-3 | °   |
| ACBF          | °   | °   | —   | 2-1 | °   | °   | 3-1 | °   | 3-1 | 1-1 | 2-1 | 5-4 | °   | °   | 7-2 | °   | 0-0 |
| Concórdia     | °   | 1-1 | °   | —   | 4-2 | 0-1 | °   | °   | °   | 6-1 | °   | 3-3 | 2-5 | 1-2 | °   | 2-2 | °   |
| Copagril      | 1-1 | 4-1 | 3-2 | °   | —   | °   | °   | 4-2 | °   | 2-2 | 5-2 | 1-1 | °   | 2-1 | °   | °   | °   |
| Corinthians   | °   | °   | 3-1 | °   | 6-2 | —   | 4-1 | 5-1 | 1-1 | °   | °   | °   | 1-1 | °   | 3-3 | °   | 2-2 |
| Foz Cataratas | 2-2 | °   | °   | 3-2 | 3-1 | °   | —   | 2-2 | °   | 2-1 | 4-1 | 3-4 | °   | 1-1 | °   | °   | °   |
| Guarapuava    | 2-5 | 2-3 | 1-5 | 4-0 | °   | °   | °   | —   | °   | °   | 3-5 | 0-1 | °   | 2-3 | °   | °   | 6-2 |
| Intelli       | °   | 4-4 | °   | 0-2 | 7-1 | °   | 4-1 | 5-3 | —   | °   | °   | °   | 3-2 | °   | 3-3 | 2-4 | °   |
| Jaraguá       | 4-1 | °   | °   | °   | °   | 1-1 | °   | 3-1 | 2-1 | —   | 1-4 | 4-4 | 5-4 | °   | 4-2 | °   | °   |
| Joaçaba       | °   | 1-1 | °   | 2-1 | °   | 1-1 | °   | °   | 4-2 | °   | —   | °   | 3-5 | °   | 1-1 | 4-1 | 3-2 |
| Joinville     | 4-2 | °   | °   | °   | °   | 7-2 | °   | °   | 2-1 | °   | 2-4 | —   | 5-5 | °   | 4-3 | 3-1 | 3-2 |
| Magnus        | 3-3 | °   | 5-4 | °   | 1-1 | °   | 9-2 | 8-2 | °   | °   | °   | °   | —   | 2-1 | °   | 6-4 | 3-1 |
| Marreco       | 1-1 | °   | 3-3 | °   | °   | 3-3 | °   | °   | 4-2 | 2-2 | 1-1 | 2-2 | °   | —   | °   | °   | 4-4 |
| Minas         | °   | 3-4 | °   | 4-1 | 2-2 | °   | 1-3 | 3-1 | °   | °   | °   | °   | 3-2 | 2-2 | —   | 5-2 | °   |
| Pato Futsal   | °   | °   | 2-2 | °   | 5-2 | 0-1 | 4-2 | 5-2 | °   | 2-6 | °   | °   | °   | 5-5 | °   | —   | 5-0 |
| Tubarão       | 3-4 | 1-2 | °   | 3-2 | 0-3 | °   | 1-3 | °   | 3-1 | 1-2 | °   | °   | °   | °   | 3-1 | °   | —   |

| Vitória. Derrota. Empate. ° Jogos como visitante. |

### Rodadas na liderança
Em negrito, os clubes que mais permaneceram na liderança.
| Rodadas | Rodadas | Rodadas | Rodadas | Rodadas | Rodadas | Rodadas | Rodadas | Rodadas | Rodadas | Rodadas | Rodadas | Rodadas | Rodadas | Rodadas | Rodadas | Rodadas | Rodadas | Rodadas |
| ------- | ------- | ------- | ------- | ------- | ------- | ------- | ------- | ------- | ------- | ------- | ------- | ------- | ------- | ------- | ------- | ------- | ------- | ------- |
| 1       | 2       | 3       | 4       | 5       | 6       | 7       | 8       | 9       | 10      | 11      | 12      | 13      | 14      | 15      | 16      | 17      | 18      | 19      |
| ASS     | ASS     | COR     | PAT     | JOA     | JOA     | MAG     | JOA     | FOZ     | MAG     | MAG     | MAG     | MAG     | JOI     | COR     | JOI     | JOI     | JOI     | MAG     |

### Rodadas na lanterna
Em negrito, os clubes que mais permaneceram na lanterna.
| Rodadas | Rodadas | Rodadas | Rodadas | Rodadas | Rodadas | Rodadas | Rodadas | Rodadas | Rodadas | Rodadas | Rodadas | Rodadas | Rodadas | Rodadas | Rodadas | Rodadas | Rodadas | Rodadas |
| ------- | ------- | ------- | ------- | ------- | ------- | ------- | ------- | ------- | ------- | ------- | ------- | ------- | ------- | ------- | ------- | ------- | ------- | ------- |
| 1       | 2       | 3       | 4       | 5       | 6       | 7       | 8       | 9       | 10      | 11      | 12      | 13      | 14      | 15      | 16      | 17      | 18      | 19      |
| MIN     | MIN     | CON     | CON     | CON     | CON     | CON     | CON     | CON     | CON     | CON     | GUA     | GUA     | GUA     | GUA     | GUA     | GUA     | GUA     | GUA     |

## Segunda Fase
Em itálico, os times que possuem o mando de quadra no primeiro jogo do confronto e em negrito os times classificados.
|  | Oitavas de final              | Oitavas de final              | Oitavas de final              | Oitavas de final              |                |               | Quartas de final   | Quartas de final   | Quartas de final   |  |           | Semifinais         | Semifinais         | Semifinais         |  |           | Final                      | Final                      | Final                      | Final                      | Final                      |
|  | 16 de setembro a 7 de outubro | 16 de setembro a 7 de outubro | 16 de setembro a 7 de outubro | 16 de setembro a 7 de outubro |                |               | 12 a 29 de outubro | 12 a 29 de outubro | 12 a 29 de outubro |  |           | 4 a 12 de novembro | 4 a 12 de novembro | 4 a 12 de novembro |  |           | 25 de nov. e 3 de dezembro | 25 de nov. e 3 de dezembro | 25 de nov. e 3 de dezembro | 25 de nov. e 3 de dezembro | 25 de nov. e 3 de dezembro |
|  |                               |                               |                               |                               |                |               |                    |                    |                    |  |           |                    |                    |                    |  |           |                            |                            |                            |                            |                            |
|  | 2º                            | Joinville                     | 4                             | 1                             |                |               |                    |                    |                    |  |           |                    |                    |                    |  |           |                            |                            |                            |                            |                            |
|  | 15º                           | Concórdia                     | 3                             | 1                             |                |               |                    |                    |                    |  |           |                    |                    |                    |  |           |                            |                            |                            |                            |                            |
|  | 15º                           | Concórdia                     | 3                             | 1                             |                | Joinville     | 1                  | 2                  |                    |  |           |                    |                    |                    |  |           |                            |                            |                            |                            |                            |
|  |                               |                               |                               |                               |                | Joinville     | 1                  | 2                  |                    |  |           |                    |                    |                    |  |           |                            |                            |                            |                            |                            |
|  |                               | Atlântico                     | 1                             | 1                             |                |               |                    |                    |                    |  |           |                    |                    |                    |  |           |                            |                            |                            |                            |                            |
|  | 7º                            | Atlântico                     | 1                             | 1                             | Atlântico      | 1             | 4                  |                    |                    |  |           |                    |                    |                    |  |           |                            |                            |                            |                            |                            |
|  | 7º                            |                               |                               |                               | Atlântico      | 1             | 4                  |                    |                    |  |           |                    |                    |                    |  |           |                            |                            |                            |                            |                            |
|  | 10º                           | Joaçaba                       | 1                             | 1                             |                |               |                    |                    |                    |  |           |                    |                    |                    |  |           |                            |                            |                            |                            |                            |
|  | 10º                           | Joaçaba                       | 1                             | 1                             |                |               |                    |                    |                    |  | Joinville | 1                  | 6 (2)              |                    |  |           |                            |                            |                            |                            |                            |
|  |                               |                               |                               |                               |                |               |                    |                    |                    |  | Joinville | 1                  | 6 (2)              |                    |  |           |                            |                            |                            |                            |                            |
|  |                               | Foz Cataratas                 | 2                             | 0 (1)                         |                |               |                    |                    |                    |  |           |                    |                    |                    |  |           |                            |                            |                            |                            |                            |
|  | 6º                            | Foz Cataratas                 | 2                             | 0 (1)                         | Pato Futsal    | 2             | 1                  |                    |                    |  |           |                    |                    |                    |  |           |                            |                            |                            |                            |                            |
|  | 6º                            |                               |                               |                               | Pato Futsal    | 2             | 1                  |                    |                    |  |           |                    |                    |                    |  |           |                            |                            |                            |                            |                            |
|  | 11º                           | Foz Cataratas                 | 5                             | 1                             |                |               |                    |                    |                    |  |           |                    |                    |                    |  |           |                            |                            |                            |                            |                            |
|  | 11º                           | Foz Cataratas                 | 5                             | 1                             |                | Foz Cataratas | 1                  | 7                  |                    |  |           |                    |                    |                    |  |           |                            |                            |                            |                            |                            |
|  |                               |                               |                               |                               |                | Foz Cataratas | 1                  | 7                  |                    |  |           |                    |                    |                    |  |           |                            |                            |                            |                            |                            |
|  |                               | Carlos Barbosa                | 1                             | 4                             |                |               |                    |                    |                    |  |           |                    |                    |                    |  |           |                            |                            |                            |                            |                            |
|  | 3º                            | Carlos Barbosa                | 1                             | 4                             | Carlos Barbosa | 1             | 3 (3)              |                    |                    |  |           |                    |                    |                    |  |           |                            |                            |                            |                            |                            |
|  | 3º                            |                               |                               |                               | Carlos Barbosa | 1             | 3 (3)              |                    |                    |  |           |                    |                    |                    |  |           |                            |                            |                            |                            |                            |
|  | 14º                           | Minas                         | 3                             | 0 (0)                         |                |               |                    |                    |                    |  |           |                    |                    |                    |  |           |                            |                            |                            |                            |                            |
|  | 14º                           | Minas                         | 3                             | 0 (0)                         |                |               |                    |                    |                    |  |           |                    |                    |                    |  | Joinville | 1                          | 2 (1)                      |                            |                            |                            |
|  |                               |                               |                               |                               |                |               |                    |                    |                    |  |           |                    |                    |                    |  | Joinville | 1                          | 2 (1)                      |                            |                            |                            |
|  |                               | Assoeva                       | 1                             | 2 (0)                         |                |               |                    |                    |                    |  |           |                    |                    |                    |  |           |                            |                            |                            |                            |                            |
|  | 4º                            | Assoeva                       | 1                             | 2 (0)                         | Corinthians    | 4             | 4                  |                    |                    |  |           |                    |                    |                    |  |           |                            |                            |                            |                            |                            |
|  | 4º                            |                               |                               |                               | Corinthians    | 4             | 4                  |                    |                    |  |           |                    |                    |                    |  |           |                            |                            |                            |                            |                            |
|  | 13º                           | Intelli                       | 2                             | 1                             |                |               |                    |                    |                    |  |           |                    |                    |                    |  |           |                            |                            |                            |                            |                            |
|  | 13º                           | Intelli                       | 2                             | 1                             |                | Corinthians   | 4                  | 4 (0)              |                    |  |           |                    |                    |                    |  |           |                            |                            |                            |                            |                            |
|  |                               |                               |                               |                               |                | Corinthians   | 4                  | 4 (0)              |                    |  |           |                    |                    |                    |  |           |                            |                            |                            |                            |                            |
|  |                               | Marreco                       | 6                             | 3 (1)                         |                |               |                    |                    |                    |  |           |                    |                    |                    |  |           |                            |                            |                            |                            |                            |
|  | 5º                            | Marreco                       | 6                             | 3 (1)                         | Jaraguá        | 1             | 2                  |                    |                    |  |           |                    |                    |                    |  |           |                            |                            |                            |                            |                            |
|  | 5º                            |                               |                               |                               | Jaraguá        | 1             | 2                  |                    |                    |  |           |                    |                    |                    |  |           |                            |                            |                            |                            |                            |
|  | 12º                           | Marreco                       | 3                             | 4                             |                |               |                    |                    |                    |  |           |                    |                    |                    |  |           |                            |                            |                            |                            |                            |
|  | 12º                           | Marreco                       | 3                             | 4                             |                |               |                    |                    |                    |  | Marreco   | 2                  | 2                  |                    |  |           |                            |                            |                            |                            |                            |
|  |                               |                               |                               |                               |                |               |                    |                    |                    |  | Marreco   | 2                  | 2                  |                    |  |           |                            |                            |                            |                            |                            |
|  |                               | Assoeva                       | 2                             | 5                             |                |               |                    |                    |                    |  |           |                    |                    |                    |  |           |                            |                            |                            |                            |                            |
|  | 8º                            | Assoeva                       | 2                             | 5                             | Assoeva        | 1             | 1 (0)              |                    |                    |  |           |                    |                    |                    |  |           |                            |                            |                            |                            |                            |
|  | 8º                            |                               |                               |                               | Assoeva        | 1             | 1 (0)              |                    |                    |  |           |                    |                    |                    |  |           |                            |                            |                            |                            |                            |
|  | 9º                            | Copagril                      | 1                             | 1 (0)                         |                |               |                    |                    |                    |  |           |                    |                    |                    |  |           |                            |                            |                            |                            |                            |
|  | 9º                            | Copagril                      | 1                             | 1 (0)                         |                | Assoeva       | 2                  | 6                  |                    |  |           |                    |                    |                    |  |           |                            |                            |                            |                            |                            |
|  |                               |                               |                               |                               |                | Assoeva       | 2                  | 6                  |                    |  |           |                    |                    |                    |  |           |                            |                            |                            |                            |                            |
|  |                               | Magnus                        | 0                             | 5                             |                |               |                    |                    |                    |  |           |                    |                    |                    |  |           |                            |                            |                            |                            |                            |
|  | 1º                            | Magnus                        | 0                             | 5                             | Magnus         | 3             | 3                  |                    |                    |  |           |                    |                    |                    |  |           |                            |                            |                            |                            |                            |
|  | 1º                            |                               |                               |                               | Magnus         | 3             | 3                  |                    |                    |  |           |                    |                    |                    |  |           |                            |                            |                            |                            |                            |
|  | 16º                           | Tubarão                       | 1                             | 1                             |                |               |                    |                    |                    |  |           |                    |                    |                    |  |           |                            |                            |                            |                            |                            |

## Final

#### Primeiro jogo
| 25/11/2017 | Assoeva | 1 – 1 | Joinville | Poliesportivo Parque do Chimarrão,Venâncio Aires |
| 19:00      |         |       |           |                                                  |

#### Segundo jogo
| 03/12/2017 | Joinville             | 2 – 2 1 – 0 (pro) | Assoeva  | Centreventos Cau Hansen,Joinville |
| 19:45      | Eka Jackson Samurai , |                   | Valdin , |                                   |

## Premiação
| Liga Nacional de Futsal de 2017 |
| Santa Catarina                  |
| ------------------------------- |
| Joinville Campeão (1º título)   |